# Пичугино (Криворожский район)
Пичугино (укр. Пичугине) — посёлок,
Надеждовский сельский совет,
Криворожский район,
Днепропетровская область,
Украина.
Код КОАТУУ — 1221884305. Население по переписи 2001 года составляло 151 человек.

## Географическое положение
Посёлок Пичугино находится на расстоянии в 0,5 км от сёл Новопокровка и Романовка.
Рядом проходит железная дорога, станция Пичугино.